# Celestino Rosatelli
Celestino Rosatelli est un ingénieur italien, pionnier de l'aviation. Né le 8 avril 1885 à Belmonte in Sabina, hameau de la Province de Rieti il meurt le 23 septembre 1945 à Turin, ville dans laquelle il travailla toute sa carrière.

## Biographie
Celestino Rosatelli est né à Belmonte in Sabina le 8 avril 1885 de Bernardino Rosatelli et de Apollonia Avento. Les parents du jeune Celestino ayant remarqué ses excellents résultats en mathématiques, ils décidèrent de l'encourager à poursuivre ses études dans cette voie. Celestino sera admis à l'Ecole Industrielle de Rome. Ses brillants résultats scolaires lui permirent de obtenir une bourse d'études de 500 lires annuelles.
Le jeune Celestino complétait ses revenus en dispensant des cours de mathématiques afin de poursuivre ses études à l'Ecole Royale d'Ingéniérie de Rome où il sera diplômé le 31 octobre 1910 en soutenant une thèse Projet d'un viaduc en acier.
Il assiste ensuite en 1911 aux cours dispensés au Bataillon Spécial de l'Armée Royale par Rodofo Verduzio. Il aura également une charge de maître assistant pour les cours de Mécanique appliquée aux constructions.
Outre sa passion pour les ponts et ouvrages d'art, le sous lieutenant Celestino Rosatelli fut affecté à la Direction Technique de l'Aviation militaire de Turin. Dès 1916, il travailla avec Umberto Savoja sur le projet d'avion biplan S.V.A.. Cet avion sera produit à partir de 1917 par Ansaldo.
Pendant toute la période de l'entre deux guerres, il sera le grand concepteur des avions de chasse et bombardiers de Fiat
Comme le voulait la tradition de l'époque, chaque avion était appelé par les initiales de son concepteur. C'est ainsi que les avions de chasse Fiat portent le sigle C.R. - Caccia (chasseur) Rosatelli, et les bombardiers B.R. - Bombardamento (bombardier) Rosatelli.
Les plus célèbres sont le Fiat CR.20 produit à plus de 700 exemplaires, le Fiat CR.32 produit à 1 212 exemplaires (sans compter ceux produits à l'étranger sous licence) et le Fiat CR.42 produit à plus de 1 800 exemplaires.